# Eudora, Arkansas
Eudora är en ort i Chicot County i Arkansas. Enligt 2020 års folkräkning hade Eudora 1 728 invånare. Orten fick sitt namn efter dottern till bosättaren E.C. James.